# 北乌头
北乌头（学名：Aconitum kusnezoffii）为毛茛科乌头属下的一个种。

## 外部連結
- 草烏 Caowu （页面存档备份，存于） 中藥材圖像數據庫 (香港浸會大學中醫藥學院)  （中文）（英文）
- 草烏 Cao Wu （页面存档备份，存于） 中藥標本數據庫 (香港浸會大學中醫藥學院) （繁體中文）（英文）
- 生草烏 Sheng Cao Wu 中藥標本數據庫 (香港浸會大學中醫藥學院) （繁體中文）（英文）
- 海帕烏頭堿 Hypaconitine （页面存档备份，存于） 中草藥化學圖像數據庫 (香港浸會大學中醫藥學院) （中文）（英文）
- 美沙烏頭堿 Mesaconitine （页面存档备份，存于） 中草藥化學圖像數據庫 (香港浸會大學中醫藥學院) （中文）（英文）
- 烏頭堿 Aconitine （页面存档备份，存于） 中草藥化學圖像數據庫 (香港浸會大學中醫藥學院) （中文）（英文）

## 扩展阅读
維基物種上的相關：北乌头